# Moreška
Moreška je viteški bojni mačevni ples nastao oko 12. stoljeća na Mediteranu. Sam naziv "Moreška" nastao je po Maurima – Moriskima, pa je tako u španjolskom jeziku nastao pridjev morisco a u talijanskom moresco. Pretpostavlja se da je prva moreška izvedena u španjolskoj Leridi 1150. godine kao spomen na istjerivanje Maura. međutim slični plesovi s mačevima su se do kraja 14. stoljeća proširili po čitavoj katoličkoj Europi.
Prvi podaci o moreški na našim prostorima datiraju iz 1273. godine u Trogiru.
U Hrvatskoj se ova viteška igra od 15. stoljeća svake godine izvodi na Korčuli.

## Vanjske poveznice
- Moreška na Korčuli
- Korčulanska viteška igra Moreška  Arhivirana inačica izvorne stranice od 23. kolovoza 2011. (Wayback Machine)
- Mačevni plesovi  Arhivirana inačica izvorne stranice od 14. listopada 2013. (Wayback Machine)